# الگوریتم کرم شب‌تاب
در بهینه‌سازی ریاضی، الگوریتم کرم شب تاب یک الگوریتم فراابتکاری می‌باشد که توسط شین-یانگ و با الهام از رفتار چشمک زن کرم شب تاب ارائه شده‌است.

## الگوریتم
شبه کد الگوریتم کرم شب تاب به صورت زیر می‌باشد:
```
Begin

 1) Objective function: 

  

    

      

        
f

        
(

        

          
x

        

        
)

        
,

        

        

          
x

        

        
=

        
(

        

          
x

          

            
1

          

        

        
,

        

          
x

          

            
2

          

        

        
,

        
.

        
.

        
.

        
,

        

          
x

          

            
d

          

        

        
)

      

    

    
{\displaystyle f(\mathbf {x} ),\quad \mathbf {x} =(x_{1},x_{2},...,x_{d})}

  

;

 2) Generate an initial population of fireflies 

  

    

      

        

          

            
x

          

          

            
i

          

        

        

        
(

        
i

        
=

        
1

        
,

        
2

        
,

        
…

        
,

        
n

        
)

      

    

    
{\displaystyle \mathbf {x} _{i}\quad (i=1,2,\dots ,n)}

  

;.

 3) Formulate light intensity 
I
 so that it is associated with 

  

    

      

        
f

        
(

        

          
x

        

        
)

      

    

    
{\displaystyle f(\mathbf {x} )}

  

 (for example, for maximization problems, 

  

    

      

        
I

        
∝

        
f

        
(

        

          
x

        

        
)

      

    

    
{\displaystyle I\propto f(\mathbf {x} )}

  

 or simply 

  

    

      

        
I

        
=

        
f

        
(

        

          
x

        

        
)

      

    

    
{\displaystyle I=f(\mathbf {x} )}

  

;)

 4) Define absorption coefficient 
γ
```

```
 
While
 (t < MaxGeneration)
 
for
 i = 1: n (all n fireflies)
 
for
 j = 1: i (n fireflies)
 
if
 (

  

    

      

        

          
I

          

            
j

          

        

        
>

        

          
I

          

            
i

          

        

      

    

    
{\displaystyle I_{j}>I_{i}}

  

),

 Vary attractiveness with distance r via 

  

    

      

        
exp

        
⁡

        
(

        
−

        
γ

        

        
r

        
)

      

    

    
{\displaystyle \exp(-\gamma \;r)}

  

;

 move firefly i towards j;
 Evaluate new solutions and update light intensity;
 
end if

 
end for
 j
 
end for
 i
 Rank fireflies and find the current best;
 
end while
```

```
 Post-processing the results and visualization;
```

```
end
```

توجه داشته باشید که تعداد ارزیابی تابع هدف در هر تکرار، یک ارزیابی برای هر کرم شب تاب است، و همان‌طور که شبه کد بالا نشان می‌دهد n × n نیست. (بر اساس کد متلب یانگ) بنابراین تعداد کل ارزیابی تابع هدف (تعداد نسل) × (تعداد کرم شب تاب) است.
فرمول اصلی بروزرسانی برای هر جفت کرم شب تاب {\displaystyle \mathbf {x} _{i}} و {\displaystyle \mathbf {x} _{j}} به صورت زیر است
{\displaystyle \mathbf {x} _{i}^{t+1}=\mathbf {x} _{i}^{t}+\beta \exp[-\gamma r_{ij}^{2}](\mathbf {x} _{j}^{t}-\mathbf {x} _{i}^{t})+\alpha _{t}{\boldsymbol {\epsilon }}_{t}}
جایی که {\displaystyle \alpha _{t}} پارامتر کنترل اندازه مرحله می‌باشد، در حالی که {\displaystyle {\boldsymbol {\epsilon }}_{t}} برداری تصادفی تولید شده بر ساس توزیع گاوسی یا توزیع دیگر می‌باشد.
می‌توان نشان داد که مورد محدود کننده است {\displaystyle \gamma \rightarrow 0} مطابق با استاندارد بهینه‌سازی ذرات ذره (PSO) است. در حقیقت، اگر حلقه داخلی (برای j) برداشته شود و روشنایی  {\displaystyle I_{j}} با بهترین جواب عمومی  {\displaystyle g^{*}} جایگزین شود، آنگاه FA اساساً تبدیل به PSO استاندارد می‌شود.

## نقد
به‌طور کلی الگوریتمهای فراابتکاری الهام گرفته شده از طبیعت در جامعه پژوهشگران همواره با انتقاداتی همراه بوده‌اند، و در مورد الگوریتم کرم شب تاب نیز انتقاد شده‌است که از بهینه‌سازی ذرات الهام گرفته شده و تفاوت ناچیزی با توده ذرت دارد.